# Flughafen Chattanooga Metropolitan

i8
i11
i13
Der Chattanooga Metropolitan Airport (auch Love Field; IATA-Code: CHA, ICAO-Code: KCHA) ist ein öffentlicher Flughafen 5 km östlich von Chattanooga im Hamilton County, Tennessee in den Vereinigten Staaten.

## Flughafendaten
Er hat zwei Asphaltpisten: eine mit 2256 m Länge und 46 m Breite und eine mit 1699 m Länge und 46 m Breite. Die Fläche des Flughafens beträgt 380 ha. Die Seehöhe beträgt 208 m.

## Geschichte
Der erste Linienflug in Tennessee fand 1928 in Chattanooga am Marr Field statt, das im Dezember 1919 eingeweiht und nach Walter L. Marr benannt wurde und am heutigen Amnicola Highway liegt. Chattanooga war ein Zwischenstopp auf der Contract Air-Mail Route der Interstate Airlines zwischen Atlanta und Chicago
Am 3. Juli 1930 eröffnete Chattanooga offiziell seinen neuen Flughafen Lovell Field. Der auf einer Fläche von 216 Hektar erbaute Flughafen verfügte über ein modernes Terminal und Hangaranlagen, eine 3300 Fuß (1005 m) lange unbefestigte Hauptlandebahn und eine 2400 Fuß (732 m) lange unbefestigte Seitenwindlandebahn. Der Flughafen wurde zu Ehren von John Lovell benannt, dem Vorsitzenden des Luftfahrtausschusses der Handelskammer von Chattanooga seit 1919, der maßgeblich für die Entwicklung der Luftfahrt in der Stadt verantwortlich war. Im Jahr 1936 wurde der Landeplatz erweitert und Landebahnen gepflastert. Das ursprüngliche Terminalgebäude wurde zu dieser Zeit gebaut.
Während des Zweiten Weltkriegs war Lovell Field eine militärische Ausbildungsstätte. Das Wachstum der Luftfahrt in den 1950er Jahren führte zu einer Verlagerung des Flughafenbetriebs an die Stadt Chattanooga und einer Flughafenerweiterung mit einer neuen Landebahn, der heutigen Hauptlandebahn. Das ursprüngliche Terminalgebäude aus den 1930er Jahren wurde 1950 und 1955 von der Stadt erweitert.
Ab dem Jahr 1935 nutzte Eastern Air Lines mit Lockheed L-10 Electra Lovell Field als Zwischenstopp auf der Strecke Chicago – Miami. Pennsylvania Central Airlines kam per Zwischenstopp 1941 mit Douglas DC-3 auf den Strecke Pittsburgh – Birmingham und Birmingham – Knoxville – Norfolk – Washington D.C. Pennsylvania Central Airlines benannte sich im Jahr 1946 in Capital Airlines um und flog
New York – Richmond – Norfolk – Raleigh/Durham – Knoxville – Chattanooga – Memphis mit Douglas DC-4, ab etwa 1952 mit Lockheed Constellation Delta Air Lines betrieb ab dem Jahr 1948 die Strecke Chicago – Detroit – Cincinnati – Atlanta – Charleston – Miami. mit Zwischenstopp in Chattanooga, mit Douglas DC-6. Zwischen 1958 und 1960 flog Southeast Airlines Blountville-Tri City – Union City.
Braniff International Airways kam von 1961 bis 1963 am Flug zwischen New York und Mexico City mit Douglas DC-6 und Boeing 720 vorbei.
Eastern Air Lines bediente Anfang der 1960er Jahre von hier aus mehrere Flugziele mit Douglas DC-7 und Convair CV-440.
Im Jahr 1964 wurde ein neues Passagierterminal errichtet.
Volunteer und Aerie waren zwei Zubringerfluggesellschaften, die Chattanooga Anfang bis Mitte der 1970er Jahre anflogen. Volunteer Airlines flog in den Jahren 1971 und 1972 nach CHA. Der offizielle Flugführer vom 15. Oktober 1971 zeigt, dass sie Britten-Norman BN-2 Islander auf der Strecke Chattanooga – Nashville – Huntsville – Birmingham sowie auf der Strecke Chattanooga – Nashville – Clarksville einsetzten. Aerie Airlines bediente CHA von 1973 bis 1977 mit Cessna 402 auf Chattanooga nonstop nach Nashville und weiter nach Louisville. Die kurzlebige Nelson Airlines flog 1977 von hier nach Knoxville, Tri-City und Nashville. Eastern Air Lines in etwa im selben Zeitraum Atlanta – Charlotte. Delta Airlines, Southern Airlines und United Airlines waren in diesem Zeitraum ebenso präsent.
In den 1980er Jahren waren mehrere Zubringerfluggesellschaften hier aktiv: Atlanta Express Airline, Sunbird Airlines, Tennesee Airways, Comair und Eastern Metro Express.
Der Besitz des Flughafens wurde im Juli 1985 von der Stadt Chattanooga auf die Chattanooga Metropolitan Airport Authority (CMAA) übertragen.
Delta Air Lines, die die Stadt seit 1947 angeflogen hatte, verließ Chattanooga 1995 und ersetzte ihre Flugzeuge durch Delta Connection-Flüge der Atlantic Southeast Airlines (ASA). Sie betrieb die Strecke CHA – ATL mit ATR 72-Turboprops und BAe-146-Jet, hier zu sehen. Nach dem Abgang von Delta gingen die Boardingzahlen um 20 % zurück.
In den späten 1990er und frühen 2000er Jahren wurden alle kommerziellen Passagierflüge in Chattanooga von Codeshare-Tochtergesellschaften großer Fluggesellschaften abgewickelt, die Regionaljets und Turboprops verwendeten. Die damals größten Flugzeuge, die die Stadt bedienten, waren die von ASA geflogenen ATR-72-Turbopropflugzeuge mit 66 Passagieren.
Allegiant Air bot ab 2006 Flüge mit McDonnell Douglas MD-80 nach Orlando, Florida und  St. Petersburg, Tampa, Florida an.
Im Jahr 2011 nahm Vision Airlines den Nonstop-Flug mit Boeing 737 zwischen CHA und Destin/Ft. Walton Beach auf. Die Flüge waren erfolglos und endeten in weniger als einem Jahr.
Im selben Jahr wurde an der südwestlichen Ecke des Flugplatzes ein 1-Megawatt-Solarpark errichtet. Im Sommer 2013 wurde der Solarpark um weitere 1,1 Megawatt erweitert. Bis 2017 lieferte die Farm etwa 90 % des Stroms des Flughafens.
Der Chattanooga Metropolitan Airport war bis Ende 2010 die Heimat der 241st Engineering Installation Squadron (241 EIS) der Tennessee Air National Guard, als die Staffel in ihre Einrichtung am Bonny Oaks-Drive in der Nähe des Flughafens umzog.

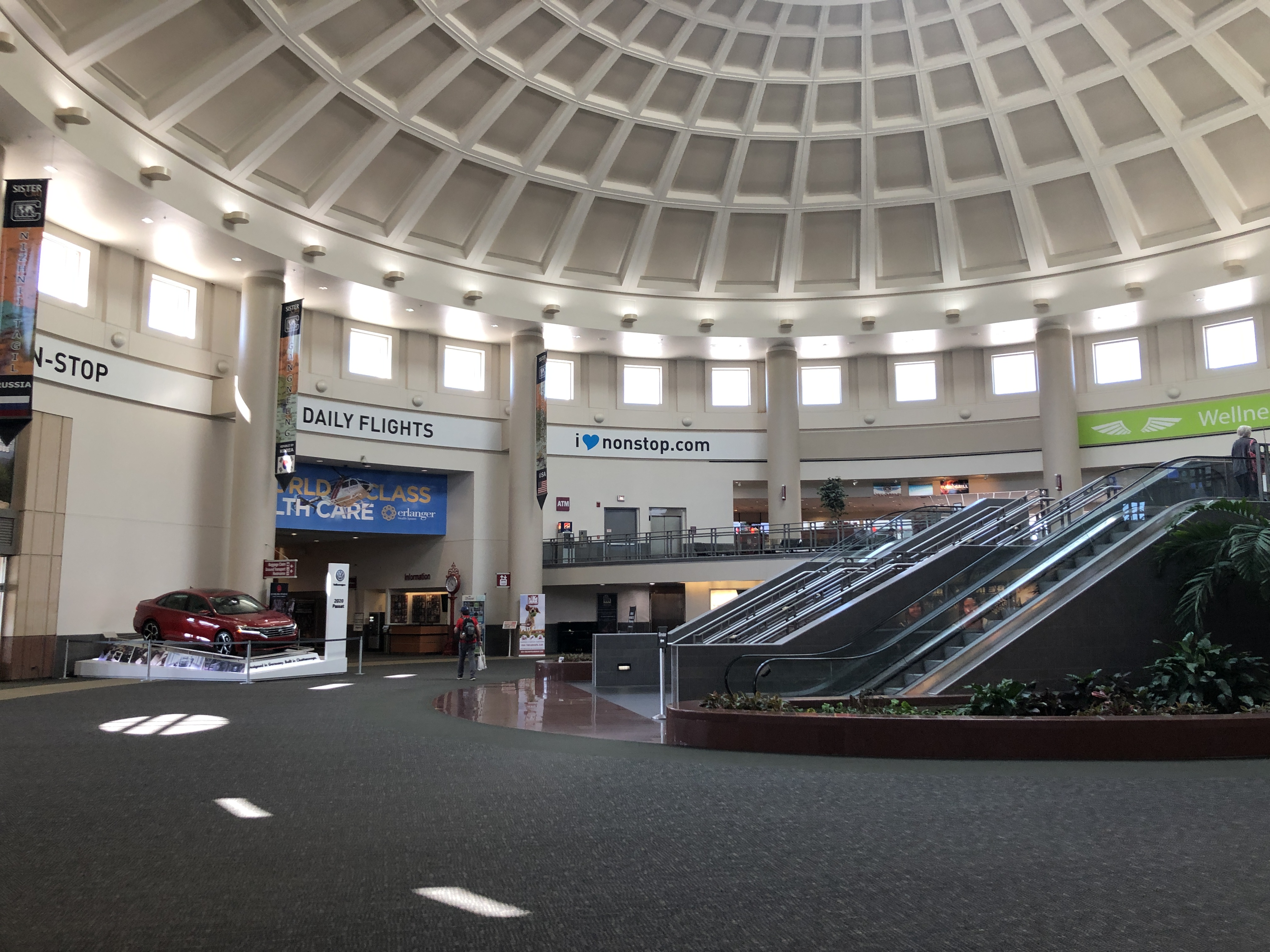

## Flugbetrieb
Im Jahre 2022 wurden 429.483 Passagiere befördert und 89.638 Flugbewegungen wurden durchgeführt, davon 21.011 lokale Bewegungen, 38.727 Zwischenlandungen, 12.583 Air-Taxi-Flüge. 8.546 Frachtflüge und 8.771 militärische Flüge fanden statt. 44 einmotorige und 9 zweimotorige Flugzeuge, 45 Jetflugzeuge sowie 2 Hubschrauber waren 2022 hier stationiert.
Die wichtigsten Fluggesellschaften für den Flughafen sind Allegiant Air, American Airlines, Delta Airlines und United Airlines.

## Zwischenfälle
- Am 22. Januar 1955 wurde eine Curtiss C-46F-1-CU Commando der US-amerikanischen Resort Airlines (Luftfahrzeugkennzeichen N1242N) im Anflug auf den Flughafen Chattanooga unter den Gleitpfad geflogen und rammte Bäume. Ein Teil der linken Tragfläche brach ab, das Flugzeug stürzte auf den Boden und kam an einem Bahndamm und einer Brücke zum Stehen. Bei diesem CFIT (Controlled flight into terrain) überlebten beide Piloten, die einzigen Insassen auf dem Frachtflug.[31]